# Lijst van zwemrecords 200 meter rugslag mannen
Dit is een overzicht van de verschillende zwemrecords op de 200 meter rugslag bij de mannen, onderverdeeld in de langebaan (50 meter) en de kortebaan (25 meter).

## Langebaan (50 meter)

### Ontwikkeling wereldrecord
| Nr. | Naam                      | Land                           | Tijd    | Datum                     | Plaats          |
| --- | ------------------------- | ------------------------------ | ------- | ------------------------- | --------------- |
|     | Aaron Peirsol             | Verenigde Staten               | 1.51,92 | 31 juli 2009              | Rome            |
|     | Aaron Peirsol             | Verenigde Staten               | 1.53,08 | 11 juli 2009              | Indianapolis    |
|     | Ryan Lochte               | Verenigde Staten               | 1.53,94 | 15 augustus 2008          | Peking          |
|     | Aaron Peirsol Ryan Lochte | Verenigde Staten               | 1.54,32 | 4 juli 2008 30 maart 2007 | Omaha Melbourne |
|     | Aaron Peirsol             | Verenigde Staten               | 1.54,44 | 19 augustus 2006          | Victoria        |
|     | Aaron Peirsol             | Verenigde Staten               | 1.54,66 | 29 juli 2005              | Montreal        |
|     | Aaron Peirsol             | Verenigde Staten               | 1.54,74 | 12 juli 2004              | Long Beach      |
|     | Aaron Peirsol             | Verenigde Staten               | 1.55,15 | 20 maart 2002             | Minneapolis     |
|     | Lenny Krayzelburg         | Verenigde Staten               | 1.55,87 | 27 augustus 1999          | Sydney          |
|     | Martín López-Zubero       | Spanje                         | 1.56,57 | 23 november 1991          | Tuscaloosa      |
|     | Martín López-Zubero       | Spanje                         | 1.57,30 | 13 augustus 1991          | Fort Lauderdale |
|     | Igor Poljanski            | Sovjet-Unie                    | 1.58,14 | 3 maart 1985              | Erfurt          |
|     | Sergej Zabolotnov         | Sovjet-Unie                    | 1.58,41 | 21 augustus 1984          | Moskou          |
|     | Rick Carey                | Verenigde Staten               | 1.58,86 | 27 juni 1984              | Indianapolis    |
|     | Rick Carey                | Verenigde Staten               | 1.58,93 | 3 augustus 1983           | Clovis          |
|     | John Naber                | Verenigde Staten               | 1.59,19 | 24 juli 1976              | Montreal        |
|     | John Naber                | Verenigde Staten               | 2.00,64 | 19 juni 1976              | Long Beach      |
|     | Roland Matthes            | Duitse Democratische Republiek | 2.01,87 | 6 september 1973          | Belgrado        |
|     | Roland Matthes            | Duitse Democratische Republiek | 2.02,82 | 2 september 1972          | München         |
|     | Roland Matthes            | Duitse Democratische Republiek | 2.02,8  | 10 juli 1972              | Leipzig         |
|     | Roland Matthes            | Duitse Democratische Republiek | 2.05,6  | 3 september 1971          | Leipzig         |
|     | Roland Matthes            | Duitse Democratische Republiek | 2.06,1  | 11 september 1970         | Barcelona       |
|     | Mike Stamm                | Verenigde Staten               | 2.06,3  | 20 augustus 1970          | Los Angeles     |
|     | Roland Matthes            | Duitse Democratische Republiek | 2.06,4  | 29 augustus 1969          | Oost-Berlijn    |
|     | Gary Hall                 | Verenigde Staten               | 2.06,6  | 14 augustus 1969          | Louisville      |
|     | Roland Matthes            | Duitse Democratische Republiek | 2.07,4  | 12 juli 1969              | Santa Clara     |
|     | Roland Matthes            | Duitse Democratische Republiek | 2.07,5  | 14 augustus 1968          | Leipzig         |
|     | Roland Matthes            | Duitse Democratische Republiek | 2.07,9  | 8 november 1967           | Leipzig         |
|     | Charles Hickcox           | Verenigde Staten               | 2.09,4  | 29 augustus 1967          | Tokio           |
|     | Jed Graef                 | Verenigde Staten               | 2.10,3  | 13 oktober 1964           | Tokio           |
|     | Tom Stock                 | Verenigde Staten               | 2.10,9  | 10 augustus 1962          | Cuyahoga Falls  |
|     | Tom Stock                 | Verenigde Staten               | 2.11,5  | 20 augustus 1961          | Los Angeles     |
|     | Tom Stock                 | Verenigde Staten               | 2.13,2  | 2 juli 1961               | Chicago         |
|     | Tom Stock                 | Verenigde Staten               | 2.16,0  | 24 juli 1960              | Toledo          |
|     | Charles Bittick           | Verenigde Staten               | 2.17,6  | 26 juni 1960              | Los Angeles     |
|     | Frank Mckinney            | Verenigde Staten               | 2.17,8  | 25 juli 1959              | Osaka           |
|     | Frank Mckinney            | Verenigde Staten               | 2.17,9  | 12 juli 1959              | Los Altos       |
|     | John Monckton             | Australië                      | 2.18,4  | 18 februari 1958          | Melbourne       |
|     | John Monckton             | Australië                      | 2.18,8  | 15 januari 1958           | Sydney          |
|     | Gilbert Bozon             | Frankrijk                      | 2.18,3  | 26 juni 1953              | Algiers         |
|     | Allen Stack               | Verenigde Staten               | 2.18,5  | 4 mei 1949                | New Haven       |
|     | Adolph Kiefer             | Verenigde Staten               | 2.19,3  | 4 maart 1944              | Annapolis       |
|     | Harry Holiday             | Verenigde Staten               | 2.22,9  | 18 mei 1943               | Detroit         |
|     | Adolph Kiefer             | Verenigde Staten               | 2.23,0  | 23 mei 1941               | Honolulu        |
|     | Adolph Kiefer             | Verenigde Staten               | 2.24,0  | 11 april 1935             | Chicago         |
|     | Albert Vande Weghe        | Verenigde Staten               | 2.27,8  | 30 augustus 1934          | Honolulu        |
|     | George Kojac              | Verenigde Staten               | 2.32,2  | 16 juni 1930              | New Haven       |
|     | Toshio Irie               | Japan                          | 2.37,8  | 14 oktober 1928           | Tamagawa        |
|     | Walter Laufer             | Verenigde Staten               | 2.38,8  | 13 juli 1926              | Maagdenburg     |
|     | Walter Laufer             | Verenigde Staten               | 2.44,9  | 11 juli 1926              | Neurenberg      |
|     | Walter Laufer             | Verenigde Staten               | 2.47,1  | 24 juni 1926              | Bremen          |
|     | Otto Fahr                 | Duitse Keizerrijk              | 2.48,4  | 3 april 1912              | Maagdenburg     |
|     | Hermann Pentz             | Duitse Keizerrijk              | 2.50,6  | 11 maart 1911             | Maagdenburg     |
|     | Maurice Wechesser         | België                         | 2.56,4  | 18 oktober 1910           | Schaarbeek      |
|     | George Arnold             | Duitse Keizerrijk              | 2.59,8  | 3 januari 1910            | Maagdenburg     |
|     | Oskar Schiele             | Duitse Keizerrijk              | 3.04,4  | 27 juni 1909              | Charlottenburg  |

### OntwikkelingOlympischrecord
| Nr. | Naam                | Land                           | Tijd    | Datum             | Plaats      |
| --- | ------------------- | ------------------------------ | ------- | ----------------- | ----------- |
|     | Jevgeni Rylov       | ROC                            | 1.53,27 | 30 juli 2021      | Tokio       |
|     | Tyler Clary         | Verenigde Staten               | 1.53,41 | 2 augustus 2012   | Londen      |
|     | Ryan Lochte         | Verenigde Staten               | 1.53,94 | 15 augustus 2008  | Peking      |
|     | Aaron Peirsol       | Verenigde Staten               | 1.54,95 | 19 augustus 2004  | Athene      |
|     | Aaron Peirsol       | Verenigde Staten               | 1.55,14 | 18 augustus 2004  | Athene      |
|     | Lenny Krayzelburg   | Verenigde Staten               | 1.56,76 | 21 september 2000 | Sydney      |
|     | Lenny Krayzelburg   | Verenigde Staten               | 1.57,27 | 20 september 2000 | Sydney      |
|     | Lenny Krayzelburg   | Verenigde Staten               | 1.58,40 | 20 september 2000 | Sydney      |
|     | Martín López-Zubero | Spanje                         | 1.58,47 | 28 juli 1992      | Barcelona   |
|     | Rick Carey          | Verenigde Staten               | 1.58,99 | 31 juli 1984      | Los Angeles |
|     | John Naber          | Verenigde Staten               | 1.59,19 | 24 juli 1976      | Montreal    |
|     | John Naber          | Verenigde Staten               | 2.02,01 | 24 juli 1976      | Montreal    |
|     | Dan Harrigan        | Verenigde Staten               | 2.02,25 | 24 juli 1976      | Montreal    |
|     | Roland Matthes      | Duitse Democratische Republiek | 2.02,82 | 2 september 1972  | München     |
|     | Roland Matthes      | Duitse Democratische Republiek | 2.06,62 | 2 september 1972  | München     |
|     | Mike Stamm          | Verenigde Staten               | 2.07,51 | 2 september 1972  | München     |
|     | Roland Matthes      | Duitse Democratische Republiek | 2.09,6  | 25 oktober 1968   | Mexico-Stad |
|     | Jed Graef           | Verenigde Staten               | 2.10,3  | 13 oktober 1964   | Tokio       |
|     | Jed Graef           | Verenigde Staten               | 2.13,7  | 12 oktober 1964   | Tokio       |
|     | Gary Dilley         | Verenigde Staten               | 2.13,8  | 12 oktober 1964   | Tokio       |
|     | Gary Dilley         | Verenigde Staten               | 2.14,2  | 11 oktober 1964   | Tokio       |
|     | Shigeo Fukushima    | Japan                          | 2.14,7  | 11 oktober 1964   | Tokio       |
|     | Jed Graef           | Verenigde Staten               | 2.14,7  | 11 oktober 1964   | Tokio       |
|     | Robert Bennett      | Verenigde Staten               | 2.16,1  | 11 oktober 1964   | Tokio       |
|     | Ernst Hoppenberg    | Duitse Keizerrijk              | 2.47,0  | 12 augustus 1900  | Parijs      |
|     | Ernst Hoppenberg    | Duitse Keizerrijk              | 2.54,4  | 11 augustus 1900  | Parijs      |

### OntwikkelingEuropeesrecord
| Nr. | Naam                  | Land                           | Tijd    | Datum             | Plaats          |
| --- | --------------------- | ------------------------------ | ------- | ----------------- | --------------- |
|     | Arkadi Vjatsjanin     | Rusland                        | 1.54,42 | 31 juli 2009      | Rome            |
|     | Arkadi Vjatsjanin     | Rusland                        | 1.54,93 | 15 augustus 2008  | Peking          |
|     | Arkadi Vjatsjanin     | Rusland                        | 1.55,44 | 5 augustus 2006   | Boedapest       |
|     | Helge Meeuw           | Duitsland                      | 1.56,34 | 24 juni 2006      | Berlijn         |
|     | Martín López-Zubero   | Spanje                         | 1.56,57 | 23 november 1991  | Tuscaloosa      |
|     | Martín López-Zubero   | Spanje                         | 1.57,30 | 13 augustus 1991  | Fort Lauderdale |
|     | Igor Poljanski        | Sovjet-Unie                    | 1.58,14 | 3 maart 1985      | Erfurt          |
|     | Sergej Zabolotnov     | Sovjet-Unie                    | 1.58,41 | 21 augustus 1984  | Moskou          |
|     | Dirk Richter          | Duitse Democratische Republiek | 1.59,80 | 24 mei 1984       | Maagdenburg     |
|     | Sergej Zabolotnov     | Sovjet-Unie                    | 2.00,39 | 15 februari 1984  | Moskou          |
|     | Sergej Zabolotnov     | Sovjet-Unie                    | 2.00,42 | 4 juli 1983       | Edmonton        |
|     | Vladimir Sjemetov     | Sovjet-Unie                    | 2.00,65 | 18 februari 1983  | Moskou          |
|     | Sándor Wladár         | Hongarije                      | 2.00,80 | 12 september 1981 | Split           |
|     | Sándor Wladár         | Hongarije                      | 2.01,72 | 28 juni 1980      | Boedapest       |
|     | Sándor Wladár         | Hongarije                      | 2.01,78 | 15 maart 1980     | Boedapest       |
|     | Roland Matthes        | Duitse Democratische Republiek | 2.01,87 | 6 september 1973  | Belgrado        |
|     | Roland Matthes        | Duitse Democratische Republiek | 2.02,82 | 2 september 1972  | München         |
|     | Roland Matthes        | Duitse Democratische Republiek | 2.02,8  | 10 juli 1972      | Leipzig         |
|     | Roland Matthes        | Duitse Democratische Republiek | 2.05,6  | 3 september 1971  | Leipzig         |
|     | Roland Matthes        | Duitse Democratische Republiek | 2.06,1  | 11 september 1970 | Barcelona       |
|     | Roland Matthes        | Duitse Democratische Republiek | 2.06,4  | 29 augustus 1969  | Oost-Berlijn    |
|     | Roland Matthes        | Duitse Democratische Republiek | 2.07,4  | 12 juli 1969      | Santa Clara     |
|     | Roland Matthes        | Duitse Democratische Republiek | 2.07,5  | 14 augustus 1968  | Leipzig         |
|     | Roland Matthes        | Duitse Democratische Republiek | 2.07,9  | 8 november 1967   | Leipzig         |
|     | Roland Matthes        | Duitse Democratische Republiek | 2.11,1  | 28 oktober 1967   | Mexico-Stad     |
|     | Roland Matthes        | Duitse Democratische Republiek | 2.11,2  | 23 april 1967     | Maagdenburg     |
|     | Viktor Mazanov        | Sovjet-Unie                    | 2.11,8  | 23 maart 1966     | Moskou          |
|     | Viktor Mazanov        | Sovjet-Unie                    | 2.12,4  | 11 mei 1965       | Tasjkent        |
|     | Ernst-Joachim Küppers | West-Duitsland                 | 2.12,6  | 22 augustus 1964  | Maagdenburg     |
|     | Ernst-Joachim Küppers | West-Duitsland                 | 2.14,8  | 16 augustus 1964  | West-Berlijn    |
|     | Ernst-Joachim Küppers | West-Duitsland                 | 2.15,0  | 22 juli 1962      | Sanremo         |
|     | Leonid Barbier        | Sovjet-Unie                    | 2.16,5  | 4 september 1961  | Lviv            |
|     | Wolfgang Wagner       | Duitse Democratische Republiek | 2.18,0  | 15 juli 1960      | Leipzig         |
|     | Wolfgang Wagner       | DDR                            | 2.19,8  | 6 september 1959  | Leipzig         |
|     | Gilbert Bozon         | Frankrijk                      | 2.18,3  | 26 juni 1953      | Algiers         |
|     | Gilbert Bozon         | Frankrijk                      | 2.19,7  | 24 april 1953     | Troyes          |
|     | Gilbert Bozon         | Frankrijk                      | 2.20,7  | 1 juni 1952       | L'Isle-Adam     |
|     | Gilbert Bozon         | Frankrijk                      | 2.21,0  | 29 april 1952     | Troyes          |
|     | Georges Vallerey      | Frankrijk                      | 2.22,7  | 28 juli 1949      | Casablanca      |
|     | René Pirolley         | Frankrijk                      | 2.24,2  | 1 juli 1949       | Marseille       |
|     | Georges Vallerey      | Frankrijk                      | 2.25,4  | 17 september 1946 | Marseille       |
|     | Georges Vallerey      | Frankrijk                      | 2.25,9  | 15 september 1946 | Marseille       |
|     | Georges Vallerey      | Frankrijk                      | 2.26,8  | 3 juni 1945       | Casablanca      |
|     | Heinz Schlauch        | nazi-Duitsland                 | 2.29,8  | 8 februari 1938   | Kopenhagen      |
|     | Heinz Schlauch        | nazi-Duitsland                 | 2.32,7  | 29 september 1936 | Graz            |
|     | Björn Borg            | Zweden                         | 2.26,9  | 14 september 1936 | Norrköping      |
|     | K. Gestenberg         | nazi-Duitsland                 | 2.34,3  | 25 oktober 1935   | Maagdenburg     |
|     | Heiko Schwartz        | nazi-Duitsland                 | 2.37,0  | 23 oktober 1935   | Stockholm       |
|     | Erwin Simon           | Duitse Rijk                    | 2.38,3  | 25 januari 1934   | Düsseldorf      |
|     | Ernst Küppers         | Weimarrepubliek                | 2.39,7  | 18 januari 1930   | Bremen          |
|     | Ernst Küppers         | Weimarrepubliek                | 2.40,7  | 2 december 1928   | Aken            |
|     | Albert Schumburg      | Weimarrepubliek                | 2.46,6  | 17 mei 1927       | Maagdenburg     |
|     | Otto Fahr             | Duitse Keizerrijk              | 2.48,4  | 3 april 1912      | Maagdenburg     |
|     | Hermann Pentz         | Duitse Keizerrijk              | 2.50,6  | 11 maart 1911     | Maagdenburg     |
|     | Maurice Wechesser     | België                         | 2.56,4  | 18 oktober 1910   | Schaarbeek      |
|     | George Arnold         | Duitse Keizerrijk              | 2.59,8  | 3 januari 1910    | Maagdenburg     |
|     | Oskar Schiele         | Duitse Keizerrijk              | 3.04,4  | 27 juni 1909      | Charlottenburg  |

### Ontwikkeling Nederlands record
| Nr. | Naam                          | Club                | Tijd    | Datum             | Plaats       |
| --- | ----------------------------- | ------------------- | ------- | ----------------- | ------------ |
|     | Nick Driebergen               | De Dolfijn          | 1.58,35 | 16 april 2009     | Amsterdam    |
|     | Nick Driebergen               | De Dolfijn          | 1.59,26 | 1 juni 2007       | Amsterdam    |
|     | Klaas-Erik Zwering            | PSV                 | 2.00,06 | 20 september 2000 | Sydney       |
|     | Sander Ganzevles              | DWK                 | 2.00,39 | 28 juli 2000      | Duinkerken   |
|     | Marcel Wouda                  | PSV                 | 2.02,42 | 12 december 1997  | Drachten     |
|     | Marcel Wouda                  | PSV                 | 2.03,39 | 29 mei 1996       | Barcelona    |
|     | Marcel Wouda                  | PSV                 | 2.03,53 | 30 november 1995  | Auburn       |
|     | Martin van der Spoel          | DWK                 | 2.03,81 | 12 juni 1992      | Amersfoort   |
|     | Fred Eefting                  | Zwemlust/den Hommel | 2.03,92 | 26 juli 1980      | Moskou       |
|     | Fred Eefting                  | Zwemlust/den Hommel | 2.04,66 | 6 juni 1980       | Rotterdam    |
|     | Fred Eefting                  | Zwemlust/den Hommel | 2.05,01 | 25 augustus 1978  | West-Berlijn |
|     | Fred Eefting                  | Zwemlust/den Hommel | 2.05,96 | 25 augustus 1978  | West-Berlijn |
|     | Fred Eefting                  | Zwemlust/den Hommel | 2.08,46 | 4 februari 1978   | Amersfoort   |
|     | Karim Ressang                 | HPC                 | 2.08,84 | 17 augustus 1975  | Sofia        |
|     | Karim Ressang                 | HPC                 | 2.08,95 | 17 mei 1975       | Santa Clara  |
|     | Bob Schoutsen                 | Het Y               | 2.10,56 | 2 september 1972  | München      |
|     | Bob Schoutsen                 | Het Y               | 2.11,4  | 15 april 1972     | Rome         |
|     | Bob Schoutsen                 | De Dolfijn          | 2.11,9  | 12 september 1970 | Barcelona    |
|     | Bob Schoutsen                 | De Dolfijn          | 2.12,0  | 11 september 1970 | Barcelona    |
|     | Bob Schoutsen                 | De Dolfijn          | 2.12,0  | 20 april 1968     | Stockholm    |
|     | Bob Schoutsen                 | De Dolfijn          | 2.15,4  | 18 maart 1968     | Minsk        |
|     | Bob Schoutsen                 | De Dolfijn          | 2.15,7  | 9 september 1967  | Dortmund     |
|     | Bob Schoutsen                 | De Dolfijn          | 2.16,5  | 23 juli 1967      | Oldenzaal    |
|     | Bob Schoutsen                 | De Dolfijn          | 2.17,2  | 1 juli 1967       | Utrecht      |
|     | Henri van Osch                | ZCG                 | 2.18,4  | 8 augustus 1964   | Den Haag     |
|     | Jan Weeteling                 | Nereus              | 2.19,5  | 21 augustus 1962  | Leipzig      |
|     | Jan Weeteling                 | Nereus              | 2.20,9  | 20 augustus 1962  | Leipzig      |
|     | Jan Weeteling                 | Nereus              | 2.23,2  | 5 augustus 1962   | Soest        |
|     | Jan Weeteling                 | Nereus              | 2.23,3  | 28 juli 1962      | Den Haag     |
|     | Peter Swijghuisen Reigersberg | Het Y               | 2.33,6  | 18 mei 1957       | Blackpool    |

## Kortebaan (25 meter)

### Ontwikkeling wereldrecord
| Nr. | Naam                | Land             | Tijd    | Datum            | Plaats       |
| --- | ------------------- | ---------------- | ------- | ---------------- | ------------ |
|     | Arkadi Vjatsjanin   | Rusland          | 1.46,11 | 15 november 2009 | Berlijn      |
|     | George Du Rand      | Zuid-Afrika      | 1.47,08 | 7 november 2009  | Moskou       |
|     | Markus Rogan        | Oostenrijk       | 1.47,84 | 13 april 2008    | Manchester   |
|     | Ryan Lochte         | Verenigde Staten | 1.49,05 | 9 april 2006     | Shanghai     |
|     | Markus Rogan        | Oostenrijk       | 1.50,43 | 8 december 2005  | Triëst       |
|     | Aaron Peirsol       | Verenigde Staten | 1.50,52 | 11 oktober 2004  | Indianapolis |
|     | Aaron Peirsol       | Verenigde Staten | 1.50,64 | 27 maart 2004    | New York     |
|     | Aaron Peirsol       | Verenigde Staten | 1.51,17 | 7 april 2002     | Moskou       |
|     | Gordan Kožulj       | Kroatië          | 1.51,62 | 21 januari 2001  | Berlijn      |
|     | Matt Welsh          | Australië        | 1.51,62 | 13 oktober 2000  | Melbourne    |
|     | Lenny Krayzelburg   | Verenigde Staten | 1.52,43 | 6 februari 2000  | Berlijn      |
|     | Lenny Krayzelburg   | Verenigde Staten | 1.52,47 | 18 november 1999 | Washington   |
|     | Martín López-Zubero | Spanje           | 1.52,51 | 10 april 1991    | Gainesville  |

- FINA erkent wereldrecords op kortebaan sinds maart 1991.

### OntwikkelingEuropeesrecord
| Nr. | Naam                | Land       | Tijd    | Datum            | Plaats      |
| --- | ------------------- | ---------- | ------- | ---------------- | ----------- |
|     | Markus Rogan        | Oostenrijk | 1.47,84 | 13 april 2008    | Manchester  |
|     | Markus Rogan        | Oostenrijk | 1.49,86 | 13 december 2007 | Debrecen    |
|     | Arkadiy Vyatchanin  | Rusland    | 1.49,98 | 7 december 2006  | Helsinki    |
|     | Markus Rogan        | Oostenrijk | 1.50,43 | 8 december 2005  | Triëst      |
|     | Markus Rogan        | Oostenrijk | 1.50,67 | 23 januari 2005  | Berlijn     |
|     | Markus Rogan        | Oostenrijk | 1.51,24 | 9 december 2004  | Wenen       |
|     | Markus Rogan        | Oostenrijk | 1.51,37 | 27 maart 2004    | New York    |
|     | Gordan Kožulj       | Kroatië    | 1.51,62 | 21 januari 2001  | Berlijn     |
|     | Martín López-Zubero | Spanje     | 1.52,51 | 10 april 1991    | Gainesville |
|     | Tamás Darnyi        | Hongarije  | 1.56,60 | 8 februari 1987  | Bonn        |

### Ontwikkeling Nederlands record
| Nr. | Naam                 | Club                | Tijd      | Datum             | Plaats       |
| --- | -------------------- | ------------------- | --------- | ----------------- | ------------ |
|     | Nick Driebergen      | De Dolfijn          | 1.53,74   | 19 december 2008  | Amsterdam    |
|     | Klaas-Erik Zwering   | PSV                 | 1.54,52   | 7 december 2002   | Melbourne    |
|     | Klaas-Erik Zwering   | PSV                 | 1.56,19   | 7 december 2002   | Melbourne    |
|     | Marcel Wouda         | PSV                 | 1.56,90   | 18 januari 1997   | Amersfoort   |
|     | Marcel Wouda         | PSV                 | 1.57,92   | 16 december 1994  | Amersfoort   |
|     | Richard Blank        | De Dolfijn          | 1.59,14   | 23 februari 1992  | Drachten     |
|     | Martin van der Spoel | DWK                 | 2.00,15   | 23 februari 1992  | Drachten     |
|     | Martin van der Spoel | DWK                 | 2.01,34   | 25 januari 1992   | Bonn         |
|     | Martin van der Spoel | DWK                 | 2.01,6    | 5 januari 1992    | Dordrecht    |
|     | Gert Jan Horsthuis   | SGG                 | 2.02,04   | 27 februari 1988  | Emmen        |
|     | Petro Stalman        | HPC                 | 2.02,38   | 25 februari 1984  | Zutphen      |
|     | Fred Eefting         | Zwemlust/den Hommel | 2.03,45   | 1 maart 1980      | Tilburg      |
|     | Fred Eefting         | Zwemlust/den Hommel | 2.04,51   | 3 maart 1979      | Amsterdam    |
|     | Fred Eefting         | Zwemlust/den Hommel | 2.05,01 1 | 25 augustus 1978  | West-Berlijn |
|     | Fred Eefting         | Zwemlust/den Hommel | 2.05,96 1 | 25 augustus 1978  | West-Berlijn |
|     | Karim Ressang        | HPC                 | 2.07,63   | 23 maart 1974     | Den Haag     |
|     | Bob Schoutsen        | Het Y               | 2.08,67   | 9 april 1972      | Den Haag     |
|     | Bob Schoutsen        | Het Y               | 2.08,9    | 26 februari 1972  | Bremen       |
|     | Bob Schoutsen        | De Dolfijn          | 2.11,2    | 12 april 1970     | Den Haag     |
|     | Bob Schoutsen        | De Dolfijn          | 2.12,0 1  | 20 april 1968     | Stockholm    |
|     | Bob Schoutsen        | De Dolfijn          | 2.13,7    | 2 maart 1968      | Bremen       |
|     | Bob Schoutsen        | De Dolfijn          | 2.15,1    | 18 februari 1968  | Den Haag     |
|     | Bob Schoutsen        | De Dolfijn          | 2.15,7 1  | 9 september 1967  | Dortmund     |
|     | Bob Schoutsen        | De Dolfijn          | 2.16,5 1  | 23 juli 1967      | Oldenzaal    |
|     | Bob Schoutsen        | De Dolfijn          | 2.17,2 1  | 1 juli 1967       | Utrecht      |
|     | Bob Schoutsen        | De Dolfijn          | 2.17,9    | 17 juni 1967      | Londen       |
|     | Henri van Osch       | ZCG                 | 2.18,4 1  | 8 augustus 1964   | Den Haag     |
|     | Jan Weeteling        | Nereus              | 2.19,5 1  | 21 augustus 1962  | Leipzig      |
|     | Jan Weeteling        | Nereus              | 2.20,9 1  | 20 augustus 1962  | Leipzig      |
|     | Jan Jiskoot          | Merwede             | 2.22,5    | 29 oktober 1961   | Dordrecht    |
|     | Jan Jiskoot          | Merwede             | 2.24,2    | 10 april 1957     | Dordrecht    |
|     | Gerrit Korteweg      | AZC/Apeldoorn       | 2.28,2    | 26 oktober 1955   | Antwerpen    |
|     | Kees Kievit          | Aegir               | 2.29,7    | 2 april 1950      | Eindhoven    |
|     | Kees Kievit          | Aegir               | 2.30,2    | 29 januari 1949   | Eindhoven    |
|     | Kees Kievit          | Aegir               | 2.33,0    | 9 mei 1948        | Eindhoven    |
|     | Piet Metman          | Het Y               | 2.34,4    | 25 februari 1940  | Rotterdam    |
|     | Stans Scheffer       | DJK                 | 2.35,0    | 29 april 1938     | Amsterdam    |
|     | Stans Scheffer       | DJK                 | 2.37,0    | 20 september 1936 | Amsterdam    |
|     | Stans Scheffer       | DJK                 | 2.37,8    | 15 mei 1936       | Amsterdam    |
|     | Piet Metman          | Het IJ              | 2.40,1    | 20 oktober 1935   | Amsterdam    |
|     | Piet Metman          | Het IJ              | 2.45,6    | 20 januari 1935   | Amsterdam    |
|     | Stans Scheffer       | DJK                 | 2.46,4    | 21 november 1934  | Den Haag     |
|     | Stans Scheffer       | DJK                 | 2.48,2    | 9 april 1933      | Den Haag     |
|     | Henk de Haas         | Zian                | 2.51,6    | 9 oktober 1928    | Den Haag     |
|     | Henk de Haas         | Zian                | 3.06,6    | 7 augustus 1927   | Amsterdam    |
|     | A. Liezenberg        | De Waterratten      | 3.09,6    | 17 juli 1927      | Haarlem      |

1 = Gezwommen op langebaan. Indien tijd op langebaan sneller is dan tijd op kortebaan dan geldt de eerste als officieel record.